# 20345 Davidvito
20345 Davidvito è un asteroide della fascia principale. Scoperto nel 1998, presenta un'orbita caratterizzata da un semiasse maggiore pari a 2,3388028 UA e da un'eccentricità di 0,0968472, inclinata di 6,77788° rispetto all'eclittica.